# Національний олімпійський комітет та спортивна конфедерація Данії
Національний олімпійський комітет та спортивна конфедерація Данії (дан. Danmarks Idrætsforbund, DIF) — організація, що представляє Данію в міжнародному олімпійському русі. Заснована в 1905 році.